# Jerold Ottley
Jerold Don Ottley (Murray, Utah; 7 de abril de 1934-Salt Lake City, Utah; 19 de febrero de 2021) fue un director musical y director de orquesta estadounidense. Se desempeñó como director del Coro del Tabernáculo Mormón de 1974 a 1999. Durante su mandato, estableció el concierto anual de Navidad del coro y nombró a su primera organista femenina. Antes de eso, fue asistente del presidente de la Escuela de Música de la Universidad de Utah.

## Biografía

### Infancia y juventud
Ottley nació en Murray, Utah el 7 de abril de 1934, hijo de Sidney y Alice Ottley. Estudió dirección coral en la Universidad de Utah, obteniendo una maestría en esa institución. Posteriormente se le concedió una beca Fulbright para estudiar en la Universidad de Música y Danza de Colonia en Colonia, Alemania. Más tarde obtuvo un doctorado de la Universidad de Oregón. Se convirtió en miembro de la facultad de la Escuela de Música de la Universidad de Utah y se desempeñó como su asistente.

### Carrera profesional
Ottley trabajó por primera vez con el Coro del Tabernáculo Mormón como subdirector a tiempo parcial. Posteriormente, se le pidió que actuara como director musical del Coro en 1974 y aceptó el puesto, sucediendo a Jay E. Welch. Bajo el liderazgo de Ottley, las reglas con respecto al Coro se volvieron más restrictivas. Los miembros potenciales debían tener una recomendación de los líderes laicos de su congregación local —barrio o rama—. Se reconoce que esto le da al grupo una dirección más religiosa. También se instituyó una política de asistencia y las audiciones llegaron a ser más formales y organizadas.
Los deberes de Ottley con el Coro incluían la preparación y ejecución de casi mil trescientas transmisiones semanales de radio y televisión de Música y la palabra hablada. También dirigió al coro en más de treinta grabaciones comerciales y más de veinte giras importantes, además de conciertos regulares en la casa del Coro en el Tabernáculo de Salt Lake City. El grupo cantó en la marcha inaugural de la inauguración de 1981 de Ronald Reagan, quien los denominó «Coro de Estados Unidos». Ocho años después, actuaron en la inauguración de George HW Bush, quien los describió como «un tesoro nacional». Ottley nombró a Bonnie Goodliffe como una de las organistas del Coro en 1988. Fue su primera organista femenina; Goodliffe describió más tarde a Ottley como «muy progresista». También estableció el concierto anual de Navidad del grupo.
Después de que Ottley se jubiló en 1999, estuvo involucrado en trabajo voluntario durante cuatro años como administrador y maestro de la Escuela de Capacitación del Coro en Temple Square, como voluntario del personal del coro revisando la base de datos de la computadora de la biblioteca coral, como asesor artístico de la Mesa Redonda Interreligiosa de Salt Lake. y como obispo de su barrio en La Iglesia de Jesucristo de los Santos de los Últimos Días (Iglesia SUD). De 2005 a 2008, dirigió la Coral de la Universidad, impartió cursos de educación musical y ayudó en la administración en la Universidad Brigham Young – Hawái, una universidad propiedad de la Iglesia SUD en la ciudad de Laie en la costa norte de Oahu.

## Vida personal
Ottley estuvo casado con JoAnn South Ottley hasta su muerte. Era una soprano consumada que, al igual que su marido, era una becaria Fulbright en la Academia de Música de Colonia. Juntos tuvieron dos hijos.
Ottley y su esposa fueron diagnosticados con COVID-19 en noviembre de 2020. Falleció el 19 de febrero de 2021 en Salt Lake City. Tenía 86 años.